# Cornelia Jürgens
 Cornelia Jürgens  (* 18. Juli 1955 in Dortmund) ist eine Hamburger Politikerin der GAL-Hamburg und ehemaliges Mitglied der Hamburgischen Bürgerschaft
.

## Leben und Politik
Die studierte Lehrerin war schon politisch in Schüler- sowie Studentischen Vertretungen aktiv. Sie ist weiter in der „Hamburger MieterInnen Bewegung“, Bürgerinitiativen und in der Frauenliste „Freche Frauen“ aktiv gewesen.
Sie wurde 1982 Mitglied der Grünen und war Abgeordnete der Bezirksversammlung  in Hamburg-Mitte.
Von November 1986 bis Februar 1989 und von 1991 bis 1993 war sie Mitglied der Hamburgischen Bürgerschaft. Dort war sie unter anderem im Bauausschuss, Ausschuss für Verfassung, Geschäftsordnung und Wahlprüfung sowie im Stadtentwicklungsausschuss.
Zur Bürgerschaftswahl 1993 wurde sie nicht mehr aufgestellt, weil sie sich mit ihrer bellizistischen Position in der GAL isoliert hatte. Jürgens kommentierte rückblickend: „Die Grünen haben mich wegen meines Engagement für die Menschenrechte in Bosnien nicht wieder aufgestellt. Diese für mich entscheidende moralische Frage hat zum Bruch mit der Partei geführt.“